# ممحاة السبورة

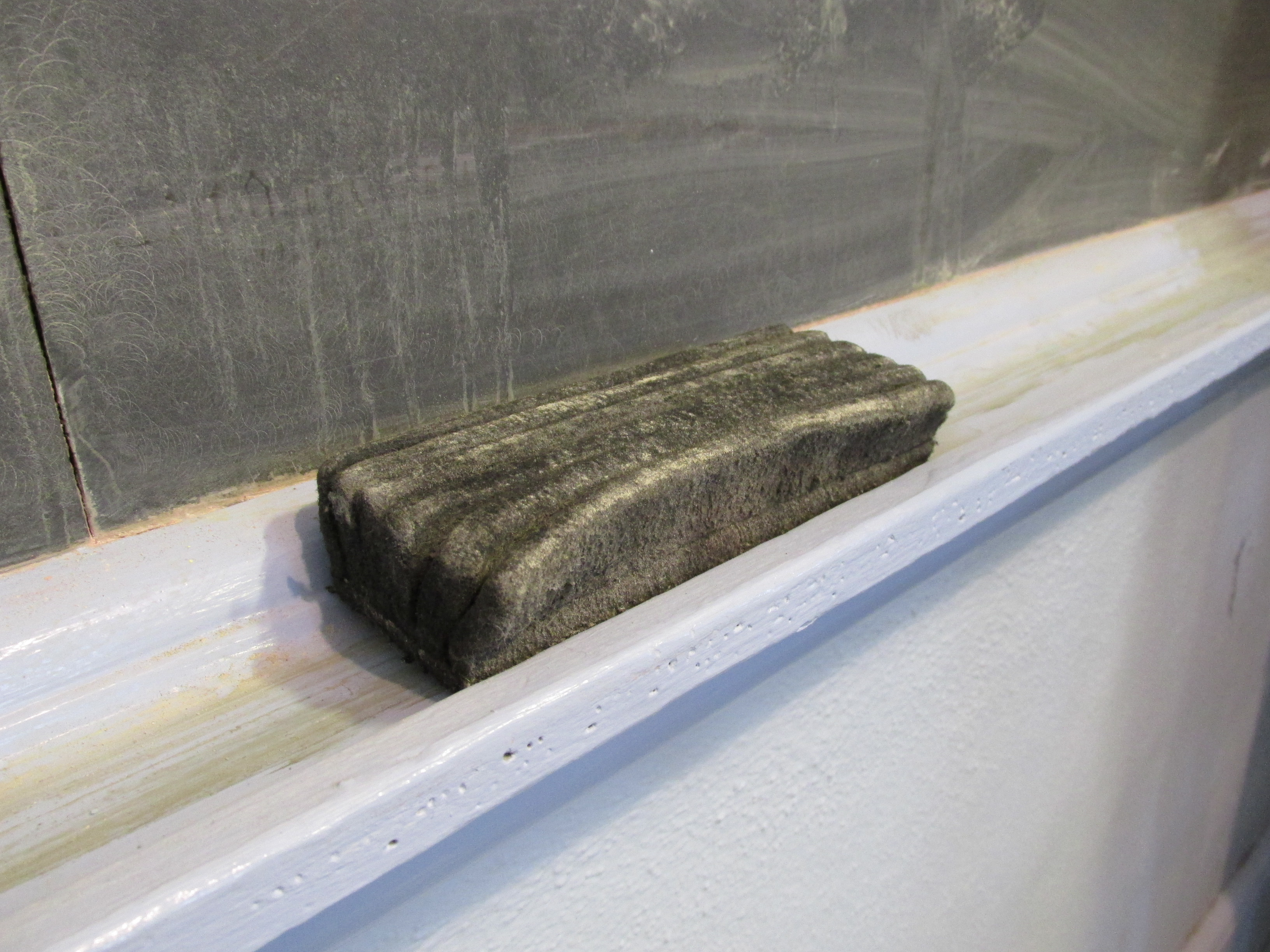
ممحاة السبورة.

ممحاة السبورة (الجمع: مَمَاحِ السَّبُّورَة) أو مسَّاحة السبورة (الجمع: مَماسِح السَّبُُّورَة) هي ممحاة من نوع خاص تستخدم لمحو أثر كتابة الطباشير من على السبورة أو الألواح. تصنع غالباً من طبقات من اللباد معلقة على مقبض.

## تاريخ
ممحاة السبورة اخترعت أول مرة حوالي عام 1863 من قبل جون هاميت، الذي كان يملك بعض المحلات التي تصنع وتبيع المنتجات المدرسة في رود آيلاند ثم في وقت لاحق في بوسطن. في الغالب الألواح كانت تباع هناك فضلا عن الطباشير. في ذلك الوقت كانوا غالباً يستخدمون الخرق أو الملابس القديمة لمحو أثر الطباشير من على الألواح في المدارس والمكاتب، في كل مكان. هاميت صنع السبورة قبل اختراع ممحاة السبورة من خلال صنع طلاء السبورة. هاميت ثم أثناء العرض على السبورة «اكتشف» أن شرائح الصوف تمحى أثر كتابة الطباشير أفضل من الخرق. بعد هذا الاكتشاف جمع فريق لصنع ممحاة مخصصة للبيع. وفرت هذه المحايات نجاحاً لهاميت، وفي وقت لاحق في القرن 19 ، أنشأ الشركة التي باعت أيضا لوازم غير مكلفة للمعلمين و المدارس، مثل الورق، الحبر, إلخ. في نهاية المطاف باع هاميت الشركة.